# Troll (revista)
Troll fue la primera revista española en estar exclusivamente especializada en juegos de rol. Creada en 1986 por el club de rol Auryn su historia editorial se divide en dos épocas muy claramente distinguibles una de otra: la primera época, titulada propiamente Troll, conoció una distribución convencional en formato de papel, en tiendas de juegos y en librerías especializadas, y dejó de ser publicada en 1990 al llegar al número 25. La segunda época ha sido lanzada en octubre de 2010 en formato electrónico en línea bajo el título de Troll_2.0 y ya no se especializa únicamente en juegos de rol sino que versa sobre toda clase de juegos u otras formas de ocio.

## Primera época:Troll
Troll, primera revista española sobre juegos de rol, comenzó poco tiempo después de que el maquetador de la segunda época de la revista Líder, Luis d'Estrées, decidiera fundar su propio club de rol, Auryn (fundado el 23 de marzo de 1986). Poco tiempo después de su fundación, el club Auryn empezó a publicar su propio boletín bimestral, al que tituló TROLL, boletín del club de rol Auryn. La palabra escandinava troll (introducida con esa ortografía en España por el inglés pero correctamente escrita en español como «trol») fue elegida por Auryn como título de su boletín por dos razones: la primera razón se debe a que los troles, criaturas de la mitología nórdica, están muy presentes en los juegos de rol de fantasía heroica, que son los más populares. La segunda razón se debe a que todas las letras interiores de la palabra «troll» forman la palabra «rol» (T«rol»L), referencia directa al tema principal de la revista. Desde marzo el club Auryn publicó algunas versiones de su boletín en formato de fanzine hasta que en noviembre lanzó Troll en formato de revista, ya oficializada con su propio número de depósito legal. Después de editar cuatro números, en su número 5 (mayo de 1987), se presentó como entidad independiente de Auryn con el nombre de Troll, revista de rol, afrontando una etapa como publicación independiente (gracias a los consejos y buenos auspicios de Didier Guiserix, entonces redactor jefe de la revista francesa de juegos de simulación Casus Belli). Esta publicación bimestral de Troll mantuvo una regularidad y puntualidad inalterables a lo largo de 25 números de noviembre de 1986 a septiembre de 1990 y constituyó por tanto la primera época de la revista. Sus diferentes entidades editoras, siempre con Luis d'Estrées al frente, fueron las siguientes:
- Los números 1, 2, 3 y 4 fueron publicados por el club de rol Auryn bajo el título Troll, revista de rol del club Auryn
- Los números 5 a 18 fueron publicados bajo el título Revista de rol Troll y en tanto que entidad independiente (el n° 18 introdujo el que fue el último logotipo de la primera época y fue, además, el primer número en tener portada a todo color)
- Los números 19 a 25 también se titularon Revista de rol Troll y conservaron el formato y logotipo del n° 18, pero fueron publicados por Diseños Orbitales, una editorial profesional

El número 1 correspondió al bimestre noviembre-diciembre de 1986. Sin embargo el bimestre siguiente (enero-febrero de 1987) fue atribuido al número 3 y no al número 2. La razón se debió a que el número 2, excepcionalmente, fue publicado con antelación para corresponder al mes de diciembre y coincidir de este modo con las JESYR de 1986, las primeras jornadas en España sobre juegos de simulación y de rol. Casi tres años más tarde, a partir de septiembre de 1989, Troll pasó a ser una publicación de la editorial barcelonesa Diseños Orbitales, quien publicó los siete últimos números de la revista (del n° 19 al 25). La cesación de la revista se debió tanto a una falta de motivación por parte del personal de la redacción como a una falta de fondos que estuvieran exclusivamente dedicados a mantenerla en publicación. Luis d'Estrées abandonó su puesto de redactor jefe en septiembre de 1990 dejando a Diseños Orbitales el material necesario para la publicación del número 26, pero este nunca fue publicado.

### Ilustradores y colaboradores
Los ilustradores de la primera época fueron principalmente miembros del club Auryn: Endika Garmendia, Luis d'Estrées y Miguel Ángel Díaz (alias «Paolo», fallecido en 2011, ilustrador de Troll únicamente en tanto que autor de algunos mapas y planos), incorporándose a partir del número 6 (como publicación independiente) Ricardo Batista, que firmaba como «Dick Batista». Las portadas de Troll estaban generalmente firmadas por miembros de Auryn aunque algunas fueron creaciones de ilustradores que no provenían del club, como la del número 12, ilustrada por Álex de la Iglesia, del club de rol Los Pelotas. A partir del número 20, las portadas y la gran mayoría de las ilustraciones interiores fueron de Jordi Artal y en los tres últimos números se recurrió a una ilustración del juego de tablero BattleTech (en el nº 23), una portada de Luis Royo en el número 24 y un fotomontaje en el último número (con el redactor jefe a modo de despedida).
Entre los colaboradores importantes de esta primera época, principalmente autores de artículos y reseñas, destacan figuras fundadoras del rol en España, como Luis d'Estrées, Miguel Ángel Díaz (alias «Paolo», miembro del comité de redacción de la revista, fallecido en 2011), José López Jara, José Luis Andreu (alias «Vampus»), Ricard Ibáñez, Francisco José Campos, Jaime Molina, Ernesto Urdí, Joan Parés, Josep Solé, Lluís Salvador o Xavi Garriga, por citar sólo unos cuantos.

## Segunda época:Troll_2.0
Tras una interrupción de 20 años, de 1990 a 2010, Luis d'Estrées ha reunido un nuevo equipo de redacción y ha comenzado la publicación de la segunda época de la revista, pero esta vez en soporte electrónico en Internet y bajo el título de Troll_2.0, revista de juegos y ocio. El número 1 ha sido publicado el 1 de octubre de 2010 e inicia una serie de números electrónicos mensuales, contrariamente a los de la primera época de los años 80 y 90, que eran bimestrales.

### Ilustradores y colaboradores
La portada del número 1 de Troll_2.0 está firmada por Valentín Rusetsky mientras que la portada del número 2 está ilustrada por el detalle de un ánfora griega del siglo VI a. C. en la que se representa a Aquiles y a Áyax jugando a los dados.
Encabezado nuevamente por Luis d'Estrées, el equipo de redacción de Troll_2.0 arranca con Ángel F. Bueno como redactor jefe, y Ester Lourdes y Stephane Cittadino en el equipo de redacción. Algunos colaboradores de la revista han sido de momento, por ejemplo, Diego Pérez o Germán Lobos (quienes ya participaban en la primera época de Troll, tanto en 1986 como en años posteriores), el Mago Moustache, Juan Bascuñana, Macniccolo, Silvia Soriano, Javier Montalvo, Javier García, Xavi Soligó, Helena Batlle, Oriol Comas, Miquel Sesé, Alex Caramé, José Manuel Carrión, Sandra Miralles o Xavier Porta.